# Thomas Maclear
Sir Thomas Maclear (17. března 1794 Newtownstewart, Irsko – 17. července 1879 Kapské Město, Jižní Afrika) byl irský astronom. Svá pozorování prováděl jako královský astronom na mysu Dobré naděje v jižní Africe. Je po něm pojmenován kráter Maclear na přivrácené straně Měsíce.

## Životopis
Narodil se jako nejstarší syn Jamese Macleara, V roce 1808 byl poslán do Anglie, aby získal doktorské vzdělání. Poté, co úspěšně složil zkoušky, byl v roce 1815 přijat do Royal College of Surgeons of England. Později pracoval jako domácí ošetřovatel v Bedford Infirmary.
V roce 1825 se oženil s Mary Pearse, dcerou úředníka v Bedfordu Theeda Pearse.
Dr. Maclear se zajímal o astronomii a stal se členem Královské astronomické společnosti. V roce 1833, když se uvolnilo místo královského astronoma na mysu Dobré naděje, získal toto místo a odcestoval s celou svou velkou rodinou (manželka a pět dcer) do jižní Afriky.
Když zde v letech 1833 – 1838 konal pozorování jižní oblohy John Herschel, spolupracoval s ním na jejím mapování. Rodiny Thomase Macleara a Johna Herschela se velmi spřátelily, manželky spojilo neobvyklé zaměstnání jejich mužů a starosti o své velké rodiny (Thomas Maclear měl 5 dcer, John Herschel měl době pobytu na mysu Dobré naděje 6 dětí).
V letech 1841 a 1848 byl Maclear zaměstnán geodetickým průzkumem za účelem přepočtu rozměrů Země, které určil v roce 1750 Abbe Nicolas Louis de Lacaille. Měření abbého bylo zatíženo chybou, která vznikla tím, že se zde nachází pohoří. Za tuto práci byl v roce 1859 při návštěvě Anglie povýšen do rytířského stavu.
Seznámil se také s Davidem Livingstonem a stali se dobrými přáteli.
Kromě astronomického pozorování, nashromáždil Thomas Maclear během svého pobytu v jižní Africe mnoho meteorologických dat, údajů o zemském magnetismu a o přílivu a odlivu.
V roce 1863, dva roky po smrti manželky, odešel Thomas Maclear na odpočinek, ale v astronomickém pozorování pokračoval až do roku 1870. O šest let později ztratil zrak a zemřel v roce 1879 v Kapském Městě. Je pohřben na pozemku Královské hvězdárny, vedle své manželky.
Jeho syn, John Fiot Lee Pearse Maclear, se stal námořním kapitánem, který byl ke konci života jmenován admirálem. Oženil se s jednou z dcer Johna Herschela jménem Julia Mary Herschel.